# سامي جان
سامي جان (بالإنجليزية: Sammy Cahn)‏ هو ملحن وعازف كمان وعازف بيانو وكاتب أغاني ومغن مؤلف وشاعر أمريكي، ولد في 18 يونيو 1913 في نيويورك في الولايات المتحدة، وتوفي في 15 يناير 1993 في لوس أنجلوس في الولايات المتحدة بسبب قصور القلب.

## وصلات خارجية
- سامي جان على موقع IMDb (الإنجليزية)
- سامي جان على موقع الموسوعة البريطانية (الإنجليزية)
- سامي جان على موقع ميوزك برينز (الإنجليزية)
- سامي جان على موقع قاعدة بيانات برودواي على الإنترنت (الإنجليزية)
- سامي جان على موقع قاعدة بيانات برودواي على الإنترنت (الإنجليزية)
- سامي جان على موقع قاعدة بيانات الأفلام السويدية (السويدية)
- سامي جان على موقع إن إن دي بي (الإنجليزية)
- سامي جان على موقع أول ميوزيك (الإنجليزية)
- سامي جان على موقع ديسكوغز (الإنجليزية)
- سامي جان على موقع قاعدة بيانات الفيلم (الإنجليزية)